# Трансформерси: Филм
Трансформери: Филм (енгл. The Transformers: The Movie) је дугометражни цртани филм урађен по анимираној серији Трансформери: Генерација 1, премијерно приказан 8. августа 1986, а у Јапану 9. августа 1989. Режирао га је Нелсон Шин који је био продуцент оригиналне телевизијске серије. Гласове у филму су давали Ерик Ајдл, Џад Нелсон, Орсон Велс, Леонард Нимој, Кејси Кејсем, Роберт Стак, Скатман Крадерс, Џон Мошита, Питер Кален и Френк Велкер.
Филм се одвија 20 година након краја задње епизоде друге сезоне и служи као мост између друге и треће сезоне. Дефитивно је мрачнији по радњи и стилу цртања него оригинална телевизијска серија. Визуелно је више сличнији јапанском анимеу, а десептиконски ликови су хладнокрвнији и убијају без оклевања. Филм садржи неколико мањих окршаја и многи главни ликови бивају убијени. Слоган филма је био: ”Више од добра. Више од зла. Више од ваших најлуђих очекивања”.

## Радња
Године 2005. Десептикони владају планетом Кибертрон (Cybertron). Аутоботи шаљу теретни брод на Земљу са тајне базе на кибертронском месецу 1, али га Мегатрон и други Десептикони пресрећу током пута и отимају га, успут убијајући Брона, Праула, Рачета и Ајронхајда. Десептикони користе отети брод да се провуку кроз аутоботску одбрану и нападну Град Аутобота на Земљи.
Десептикони су опсели Град Аутобота и скоро га уништили уз Девастаторову помоћ, када у последњем тренутку стиже Оптимус Прајм са Диноботима. Затим Прајм сам побеђује неколико Десептикона, али је смртно рањен у последњој борби са Мегатроном, наком Хот Родовог мешања и Мегатроновог коришћења њега као живог штита. На самртничкој постељи, Оптимус Прајм предаје аутоботски Матрикс вођства Ултра Магнусу и пре него што умре каже: ”Једног дана, један Аутобот ће се издигнути из наших редова и употребити моћ Матрикса да нам осветли најцрњи час.”
На путу ка Киботрону, Десептикони су избацили Мегатрона и друге фатално оштећене Десептиконе из Астротрејна. Планета-чудовиште Јуникрон преображава Мегатрона и друге пале Десептиконе у облик Галватрона, Сајклонуса, Скурџа и Чистача, да би они могли за његов рачун да униште Матрикс вођства, јер је то једина ствар која може да га уништи. Аутоботи су упозорени на опасност од Јуникрона када је он прогутао два Киботронова месеца и заједно са њима Џеза, Клифџампера, Бамблбија и Спајка.
Галватрон је напао опкољене Аутоботе у опустошеном Граду Аутобота и Аутоботи су се поделили на два дела. Диноботи, Хот Род и Кап су завршили на планети Квинтеси, планету која је припадала Квинтесонима. Арси, Персептор, Спрингер (Трансформерси), Ултра Магнус, Блур и Данијел Витвики су се срушили на планету Џанк.
Диноботи су натерали Шарктиконе на Квинтеси да збаце своје господаре и у њиховом броду су побегли са планете. За то време, Десептикони уништавају Ултра Магнуса на Џанку и Галватрон узима Матрикс да би га искористио против Јуникрона. Џанкјани су нападали Аутоботе све до доласка Хот Рода и Капа. Хот Род се спријатељио са са Џанкјанима користећи универзални поздрав ком га је научио Кап на Квинтеси. Џанкјани затим поправљају Ултра Магнуса и две групе Аутобота се поново уједињују.
Галватрон покушава да искористи Матрикс против Јуникрона, али открива да га не може отворити. Онда се Јуникрон трансформише у џиновског робота величине планете и напада Киботрон. Аутоботи јуришају на Јуникрон користећи квинтесонски брод, уз помоћ Џанкјана у њиховом броду. У утроби Јуникрона, Галватрон и Хот Род се боре за Матрикс. Хот Род узима Матрикс, поставши Родимус Прајм, и користи га да порази Јуникрона.

## Улоге
| Глумац          | Улога                                          |
| --------------- | ---------------------------------------------- |
| Мајкл Бел       | Праул/Скрапер/Свуп/Бомбшел                     |
| Грег Бергер     | Гримлок                                        |
| Сузан Блу       | Арси                                           |
| Кори Бертон     | Спајк Витвики/Браун/Шоквејв                    |
| Роџер Кармел    | Сајклонус/вођа Квинтесона                      |
| Виктор Кароли   | наратор                                        |
| Кејси Кејсем    | Клифџампер                                     |
| Скатман Крадерс | Џез                                            |
| Питер Кален     | Оптимус Прајм/Ајронхајд                        |
| Пол Ајдинг      | Персептор                                      |
| Ден Гилвезан    | Бамблби                                        |
| Ерик Ајдл       | Рек Гар                                        |
| Стен Џоунс      | Скурџ                                          |
| Крис Лејта      | Старскрим                                      |
| Дејвид Мендехал | Данијел Витвики                                |
| Џон Мошита      | Блур                                           |
| Џад Нелсон      | Хот Род/Родимус Прајм                          |
| Леонард Нимој   | Галватрон                                      |
| Нил Рос         | Бонкрашер/Хук/Спрингер/Слег                    |
| Роберт Стак     | Ултра Магнус                                   |
| Лајонел Стандер | Кап                                            |
| Френк Велкер    | Мегатрон/Саундвејв/Рамбл/Френзи/Лејсербик/Вили |
| Орсон Велс      | Јуникрон                                       |

## Ликови

### Нови ликови
- Арси
- Блур
- Хот Род, који касније постаје Родимус Прајм
- Кап
- Спрингер
- Вили
- Ултра Магнус
- Галватрон
- Сајклонус
- Скурџ
- Ратбат
- Стилџау
- Рамхорн
- Ривајнд
- Еџект
- Рек Гар

### Убијени ликови
- Брон
- Праул
- Речет
- Ајронхајд
- Вилџек
- Виндчарџер
- Оптимус Прајм
- Мегатрон
- Тандеркрекер
- Скајворп
- Шрапнел
- Бомбшел
- Кикбек
- Старскрим

У епизоди Dark Awaekinig, Хафер је убројан међу мртве, иако његова смрт у филму није приказана.
Неки обожаваоци верују да Праул и Вилџек нису погинули, јер су се касније појавили у јапанским серијама Трансформерс: Хедмастерс и Трансформерс: Победа. Праулово појављивање се може сматрати као грешка при анимацији; чак и у јапанској синхронизацији епизоде Dark Awakening, он је убројан међу погинуле. Вилџек је тежи за објашњавање, јер је играо важну улогу током свог појављивања у Победи, помажући Персептору да преради Год Гинраија у Виктори Леа. Кашњење премијере филма у Јапану је често оптуживано за ове грешке, јер аниматори и писци нису били потпуно свесни ко је мртав, а ко је преживео, али тврдње да филм није део јапанских Трансформерса су нетачне.
Браунова смрт је контроверза међу фановима. У серији је представљен као један од најжешћих карактера, али у филму умире од само једног поготка у раме. Ово је довело до расправе да ли је овај лик заиста мртав или не, највише због његовог појављивања у епизоди Carnage in C-Minor. Ова епизода показује Брауна, погрешно обојеног Хафера и Бонкрашера како се заједно боре против машине коју је саградио Галватрон.
Чињеница да Трансформерси умиру лако од једног или неколико погодака је у великој супротности са самом серијом где они могу да преживе више погодака са мало или нимало ефекта на њих. Чак и самом филму, Ултра Магнус бива уништен, али је остаје жив.
У сцени када Арси вуче палог Виндчарџера, у позадини се види робот црвене боје како лежи. У следећој сцени, Арси полаже Виндчарџера поред такође мртвог Вилџека. Нејасно је да ли је црвени робот био погрешно обојени Вилџек или је то био Смоукскрин.
У DVD верзији филма издавачке куће Рино Ентертејмент, у секцији Специјалне сцене, приказани су многи сторибордови, укључујући сцену са Девастатором док се бори са Ултра Магнусом, Трексом, Ред Алертом и Сајдсвајпом. У овој сцени, Ред Алерт умире пошто га Скевенџер погоди у леђа.
Такође, предмет расправа су питања који тачно Десептикон је постао један од ликова које је Уникрон преобличио. Сценарио не показује то, анимација показује Тандеркрекера како постаје Скурџ (једина неоспорна трансформација), Кикбек и Шрапнел постају његови пратиоци Чистачи, Бомбшел постаје Сакјклонус, а Скајворп постаје други Сајклонус. Уникрон у филму каже:“Сајклонус и његова армада”, али једна копија не чини армаду. Ова реченица је пренесена из првобитног сценарија, где је Сајклонус имао више својих дупликата, а која је напуштена након ове сцене (са изузетком појаве више копија Сајклонуса у епизоди Пет лица таме 5). Други Сајклонус се не појављује више у филму након те сцене. Неки обожаваоци волу да спекулишу шта се десило са другим Сајклонусом, али већина означава анимацују као погрешну и тврде да постоји само један Сајклонус, док је екстра Сајклонус постао трећи Чистач. И иза овог аргумента остаје питање: да ли је Бомбшел или Скајворп тај који је постао прави Сајклонус?
Има оних који сматрају да је Бомбшел прави Сајклонус, само зато што анимација тако показује. Такође, Бомбшел је виђен као подеснији да буде други у ланцу командовања, пошто је он приказан као вођа Инсектикона (иако неки сматрају Шрапнела за вођу) и има искуства у командовању. Скајворп, са друге стране, је ништа друго него силеџија и слуга кроз серију. А када је задњи пут виђен у последњој епизоди друге сезоне B.O.T., Мегатрон га је директно назвао будалом. То би значило да је Скајворп неподесан да буде вођа. Неки су тврдили да је ово неважно, ипак, осим Галватрона, нико од Десептикона које је створио Уникрон нема личности или сећања оних који су раније били.
Са друге стране, теорија да је Скајворп постао прави Сајклонус рођена на веровању да је претварање у потрошног Чистача неподесан крај за једног од оригиналних Десептикона. Такође су постојале чињенице, као што је Скајворп био слепо одан Мегатрону, и Сајклонус слепо одан Галватрону, а Скурџово лоше понашање је упоредиво са Тандеркрекеровим учесталим побунама. Као најјачи доказ теорије да је Скајворп прави Сајклонус, ако се узме у обзир да је анимација погрешна, се узима чињеница да плави F-15 (Тандеркрекер) постаје плави свемирски ховеркрафт (Скурџ), пурпурни F-15 (Скајворп) постаје пурпурни свемирски брод (Сајклонус) а тројица ратника (Инсектикони) постају трио ратника (Чистачи).
У сваком случају, нема чврстог доказа да подржи једну од ове две теорије, тако да се ова дебата неће никад завршити.
Инсектикони су актери још једне дебате. Упркос њиховима видљивим трансформацијама, ови ликови настављају да се појављују у неким епизодама које следе филм, а још чудније је да се Шрапнел појављује касније у филму. Сценарио чак одређује да се он појави у овој сцени, што наговештава да сценариста није желео да он буде трансформисан од стране Уникорна. Ово је дало разлога неким људима да шпекулишу да су Инсектикони којима је Уникрон дао нова тела могли бити клонови, пошто Инсектикони поседују ту способност.
Такође је вредно помена да се број Чистача константно повећава током треће сезоне без објашњења, што би значило да су преображени Инсектикони задржали своју способност да праве клонове. А ако би Бомбшел био Сајклонус, то би могло да објасни присуство још једног Сајклонуса у епизоди Five Faces of Darkness.
Што се тиче Галватрона, иако они деле реконструисано тело, њихове личности изгледају потпуно другачије. Ипак, Галватрон се сећа Старскрима и његове издаје, што би значило да је он Мегатрон. Најприхватљивије објашњење је да су ипак једна личност, али Галватроново лудило га чини потпуно другачијим од Мегатрона, мада би се могло рећи да би акције полуделог Мегатрона биле исте као акције полуделог Галватрона.
Још један интересантан детаљ из задње епизоде треће сезоне Return of the Optimus Prime, када Оптимус, на Галватронову опаску да му није рекао зашто му је потребан специјалан метал, каже: "Зато што те знам превише добро". Пошто је Мегатрон преображен после Прајмове смрти, Оптимус никада није видео Галватрона док није стигао на Чар, дајући тиме подршку теорији да су Мегатрон и Галватрон иста особа.

## Пријем
Филм је слабо прошао код критичара, али је постао нешто попут култа, чак и изван круга обожавалаца Трансформерса. Филм је зарадио око 6 милиона долара, само укључујући продају улазница у Америци. То није сматрано за успех, што је довело да остали филмови базирани Хасброовим линијама играчака (на пример G.I. Joe: The Movie) буду издавани директно преко ВХС касета.
Дејвид Менденхал који је глумио Данијела је био номинован за најбољег младог глумца.

## Запажања
- Ово је био последњи филм оскаровца Орсона Велса. Гласине су говориле да је умро пре него што су све реченице могле бити снимљене, што је довело да Ленард Нимој буде његова замена за пар последњих реченица, али директор Воли Бур је демантовао тврдње, што је потврдила и Сузан Блу, која је у филму дала глас Арси.
- Филм је урадио студио Тоеи Анимејшн који је урадио и Волтрона и Змајеве кугле
- Током сцене док Јуникрон напада Месечеву базу 2, Спајк љутито каже: "Ох, срање! Шта ћемо сада да радимо"? Ултра Магнус такође каже док покушава да отвори Матрикс: "Отвори се, проклето било"!. Ове реченице су биле уклоњене на већини накнадних издања и понекад су сматране за урбане легенде. Враћене су 2002. DVD издањем Рино Ентертејмента.
- Када Девастатор удари Слаџа, њему искоче очи попут ликова из цртаних филмова Ворнер Брадерса.
- Британска верзија филма има увод у стилу Звезданих ратова са скролујућим текстом и нарацијом на почетком, замењујући набрајање глумаца и додатну закључну анимацију која гледаоцима каже да ће се Оптимус Прајм вратити. Јапанска верзија филма је такође укључивале ове додатке, као и особину да се при дну слике појави име сваког лика када се он први пут појави, што је пракса у јапанским филмовима.
- Листа глумаца који су давали гласове садржи неколико ликова који се у филму нису или појавили или само говорили: Праула, Гирса, Инферна и Ремџета. Већина тих реченица се може видети у првобитном сценарију (осим Инферноових), али је непознато да ли су урађене у процесу продукције.
- Филм који је радила иста компанија у исто време је био G.I. Joe: The Movie. Сценаристи су тражили од Хасбра дозволу да убију главног лика Дјука. На опште изненађење сценариста, Хасбро не само да није одбио, већ је тражио да се преправи сценарио за Трансформерсе тиме што би иста судбина задесила Оптимуса Прајма. Ипак, Оптимусова смрт је изазвала контроверзе и натерала је сценаристе да Дјук само падне у кому. Да је можда s G.I. Joe: The Movie завршен пре Трансформерса, Оптимус Прајм би вероватно преживео филм.
- Многи ликови из друге сезоне се уопште не појављују у филму. Често је као разлог био навођен да они нису постојали или да њихови модели нису били завршени када је писан сценарио. Док то важи за Ериалботе, Стантиконе и остале комбинере, није истина за велик број Аутобота који се уопште нису појавили у филму, пошто су појавили сви Десептикони из друге сезоне. Сториборд за филм показује избрисана појављивања недостајућих Аутобота, као што су Трекс и Ред Алерт.
- Од оригиналних 18 Аутобота из прве три пилот епизоде More Than Meets the Eye, у филму се не појављују Трејлбрејкер, Мираж и Сајдсвајп (гледаоци са оштрим оком могу да виде Гирса како седи до Ајронхдајда у Месечевој бази 1 на самом почетку филма).
- Песма Стена Буша The Touch је касније коришћена у филму Ноћи бугија.
- Грешке у филму:
  - Када Ултра Магнус ставља у себе Матрикс, анимација показује да је он већ унутра
  - Прво појављивање Санстрикера и Свупа у филму је на Земљи, мада је касније приказано да они долазе на Земљу заједно са Оптимусом.

## Комерцијална издања
Дана 5. септембра 2005. Метродом Дистрибушен је издао ремастеризовану верзију филма. Враћајући оригинални негатив, Метродом је реконструисао слику, проширујући је да би показао додатни материјал који је био стално сакривен, као и ремастеришући квалитет видеа. Неке контроверзе су настале јер је то открило нешто недовршене анимације (у деловима који су били сакривени). Овај негативни публицитет је погоршао 5.1 аудио-ремикс Магно Саунда, који је, исто као што је урадио са коплетима дискова се серијама, садржао много нових звукова који нису били у оригиналној верзији, а Магно је накнадно нетачно тврдио да су они увек постојали. Важно је истаћи да је DVD такође укључивао прву титловану епизоду јапанског серијала Хедмастерс

## Музика из филма
1. Стен Буш –
2. Н. Р. Г –
3. Винс ДиКола –
4. Стен Буш –
5. Спектр Џенерал –
6. Лајон –
7. Винс ДиКола –
8. Спектр Џенерал –
9. Винс ДиКола –
10. Уврнути Ал Јанковић –

- Право име бенда Спектр Џенерал је Кик Екс. Када је музика за филм прикупљена, продуценти филма су мислили да име Кик Екс звучи превише претеће, па су из зато потписали као Спектр Џенерал. Група није обавештена о овој промени.
- Првобитна снимљена верзија „Instruments of Destruction“ је имала значајно другачије стихове од оне која је коришћена на крају. Из песме су убачене речи које су звучале превише нападљиво.